# Adenophaedra
Adenophaedra é um género botânico pertencente à família Euphorbiaceae.

## Espécies
Composto por 5 espécies:
- Adenophaedra cearensis Secco
- Adenophaedra megalophylla Müll.Arg.
- Adenophaedra minor Ducke
- Adenophaedra praealta (Croizat) Croizat
- Adenophaedra woodsoniana (Croizat) Croizat
- Lista das espécies